# Hurd’s Deep
Hurd’s Deep (auch Hurd Deep; frz. Fosse des Casquets) ist eine langgestreckte Vertiefung im westlichen Ärmelkanal, nordwestlich der Kanalinseln. Der Hurd’s Deep hat eine Tiefe von bis zu rund 172 Metern und enthält damit den tiefsten Punkt des Ärmelkanals.

## Geographie
Die Vertiefung liegt in britischem Gewässer. Es beginnt nördlich der Insel Alderney bzw. des Kaps de La Hague am nordwestlichen Ende der Halbinsel Cotentin, erstreckt sich nahezu gradlinig in westsüdwestlicher Richtung und endet nördlich von Perros-Guirec bzw. südlich von Plymouth. Hurd’s Deep ist eine etwa 90 Seemeilen (167 km) lange und 1 bis 3 Seemeilen (1¾ bis 5½ km) breite Rinne, die an ihrer tiefsten Stelle 172 Meter tief ist, 55 bis 90 m tiefer als der benachbarte Meeresgrund, und damit die tiefste Stelle im Ärmelkanal. Benannt wurde es wahrscheinlich nach Captain Thomas Hurd (1747–1823), einem Hydrographen der Royal Navy.

## Munitionsdeponie und Schiffsfriedhof
Nach dem Ersten Weltkrieg ließ die britische Regierung sowohl chemische als auch konventionelle Munition im Hurd’s Deep versenken, und am 16. August 1921 wurde das ehemalige deutsche Großlinienschiff Baden von der Royal Navy im Hurd’s Deep bei Artillerietests versenkt, nachdem es als Zielschiff ausgedient hatte.
Auch nach dem Zweiten Weltkrieg wurden wieder Munition, Waffen und andere militärische Ausrüstung dort versenkt, zunächst vom 13. Juli 1945 bis 31. Juli 1946 das von deutschen Truppen auf den Kanalinseln zurückgelassene Material.
Am 16. April 1951 sank das britische U-Boot Affray, ein Boot der Amphion-Klasse, aus unbekannten Gründen mit 75 Mann im Hurd’s Deep. Es war das bisher letzte auf See verlorene britische U-Boot.

## Deponie für radioaktiver Abfall
Von 1946 bis 1974 wurde nicht nur weiterhin routinemäßig britische Munition im Hurd’s Deep versenkt, sondern bis 1973 auch erhebliche Mengen von radioaktivem Abfall mit geringer und mittlerer Radioaktivität. Hurd’s Deep war eine zugelassene Deponie für niedrig-strahlende Abfälle und wurde von der UKAEA genutzt. Allein in den Jahren von 1950 bis 1963 wurden im Hurd’s Deep etwa 61.550 Fässer radioaktive Abfälle mit einem Gesamtgewicht von 16.300 Tonnen versenkt. Laut dem Bericht „1999 Global Inventory of Radioactive Wastes in the Marine Environment“ der Internationalen Atomenergie-Organisation betrug die Aktivität des im Hurd’s Deep lagernden radioaktiven Materials 57,942 GigaBecquerel. Im Juni 2000 dokumentierten zwei Greenpeace-Schiffe mit Unterwasser-Photographien das Ausmaß und den Zustand des radioaktiven Abfalls. Die Aufnahmen zeigten rostende und zerborstene Leichtmetallfässer mit radioaktivem Abfall. Im April 2013 wurden Beweise gefunden, dass nicht alle Fässer verrostet sind, sondern noch einige intakte Fässer auf dem Grund liegen, welche ihre Strahlung in Zukunft noch abgeben werden. Zudem wurde an der Küste der nahegelegenen Insel Alderney eine erhöhte Umgebungsstrahlung gemessen.
Koordinaten: 49° 51′ N, 2° 25′ W